# Justicia hatschbachii
Justicia hatschbachii là một loài thực vật có hoa trong họ Ô rô. Loài này được (Rizzini) Wassh. & L.B. Sm. mô tả khoa học đầu tiên năm 1969.